# اسپارکن
اسپارکن (به سوئدی: Sparken) یک پارک مخصوص اسکیت در شهر اومئو، سوئد می‌باشد.
این پارک که در نزدیکی پل تگسبورن، جاده ئی۴ اروپا و جاده ئی۱۲ اروپا قرار دارد، توسط یک شرکت کانادایی به صورت بتنی طراحی و ساخت آن در سال ۲۰۰۹ میلادی به پایان رسیده است.

## نگارخانه

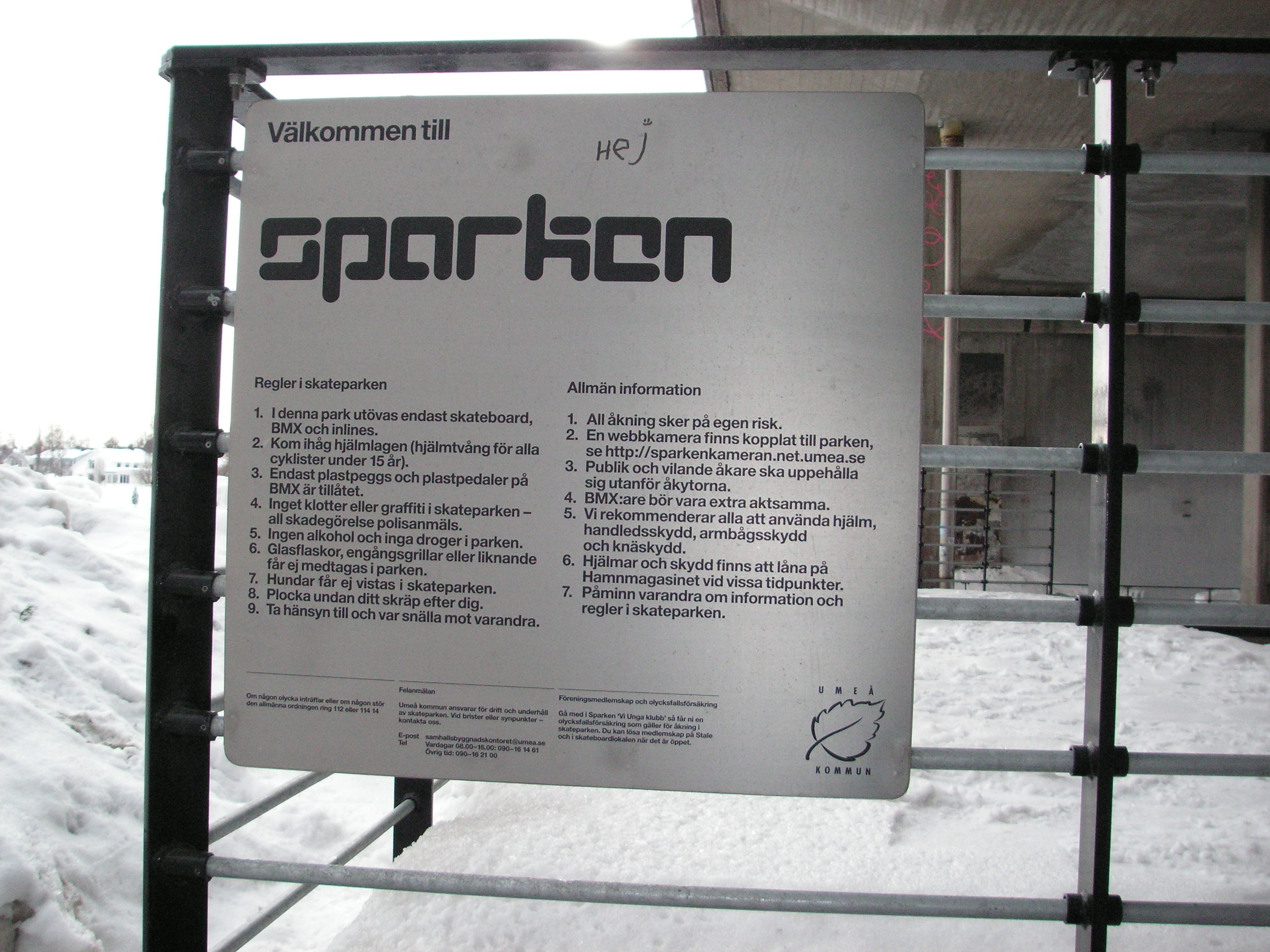
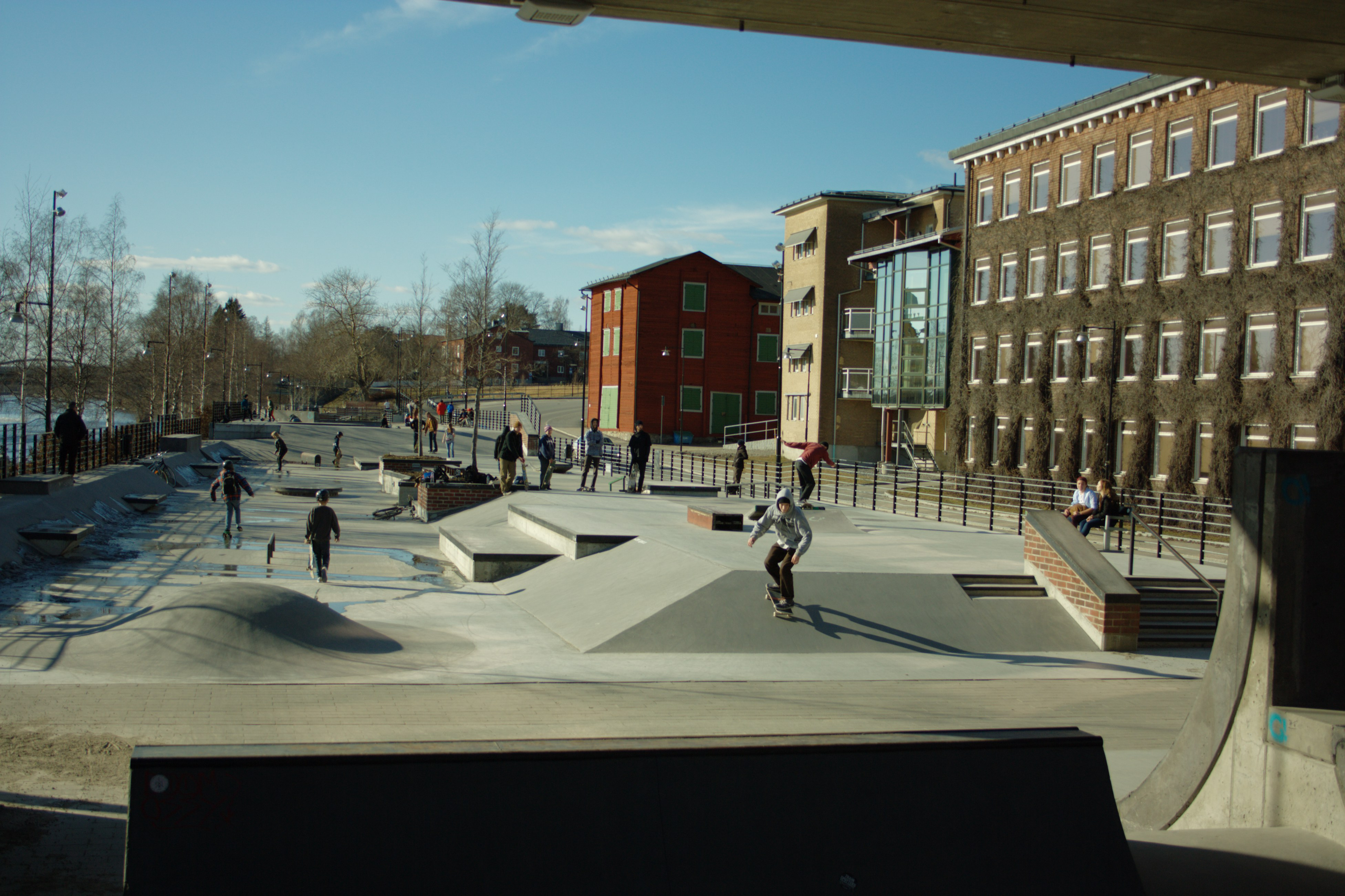
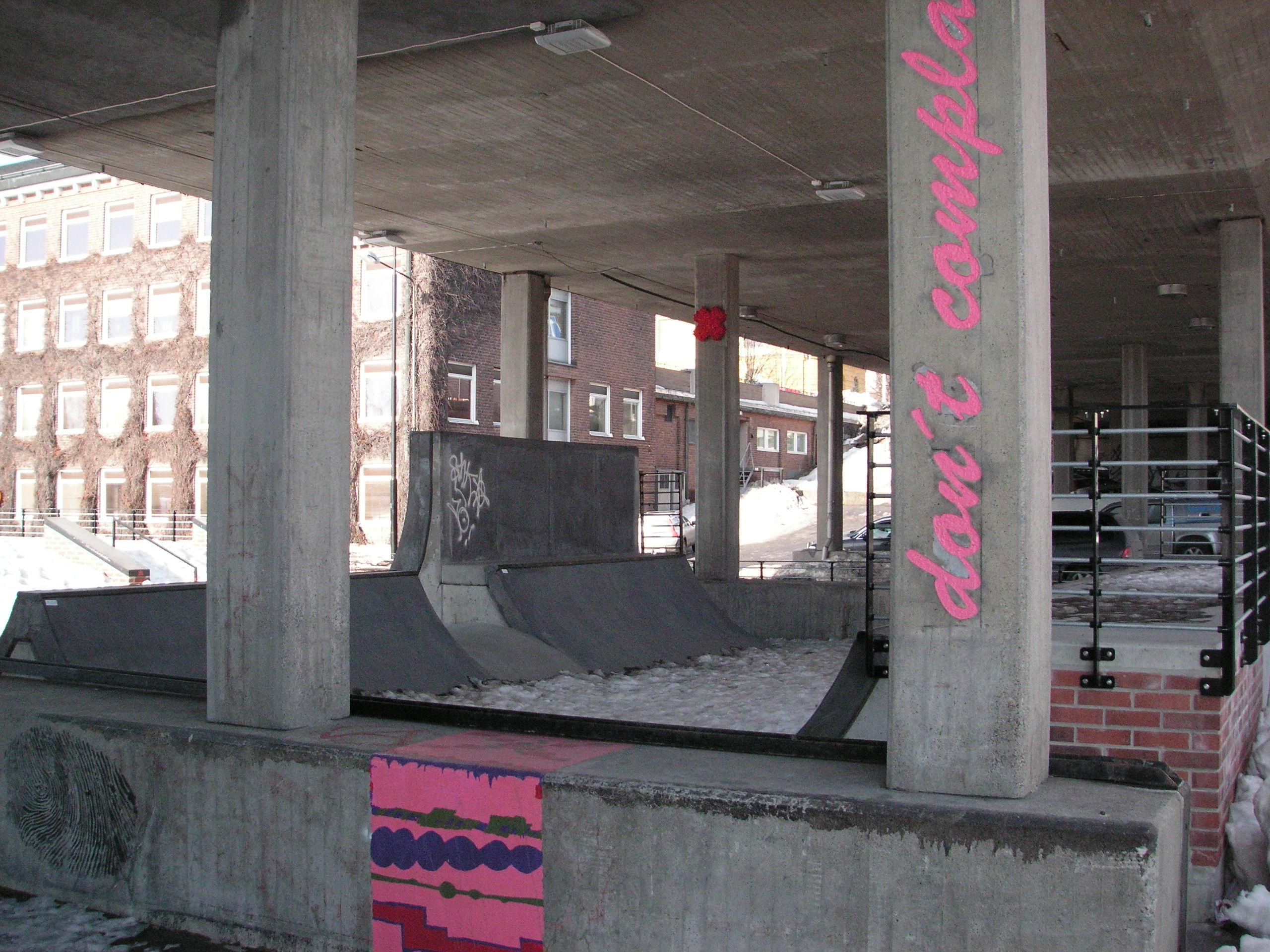
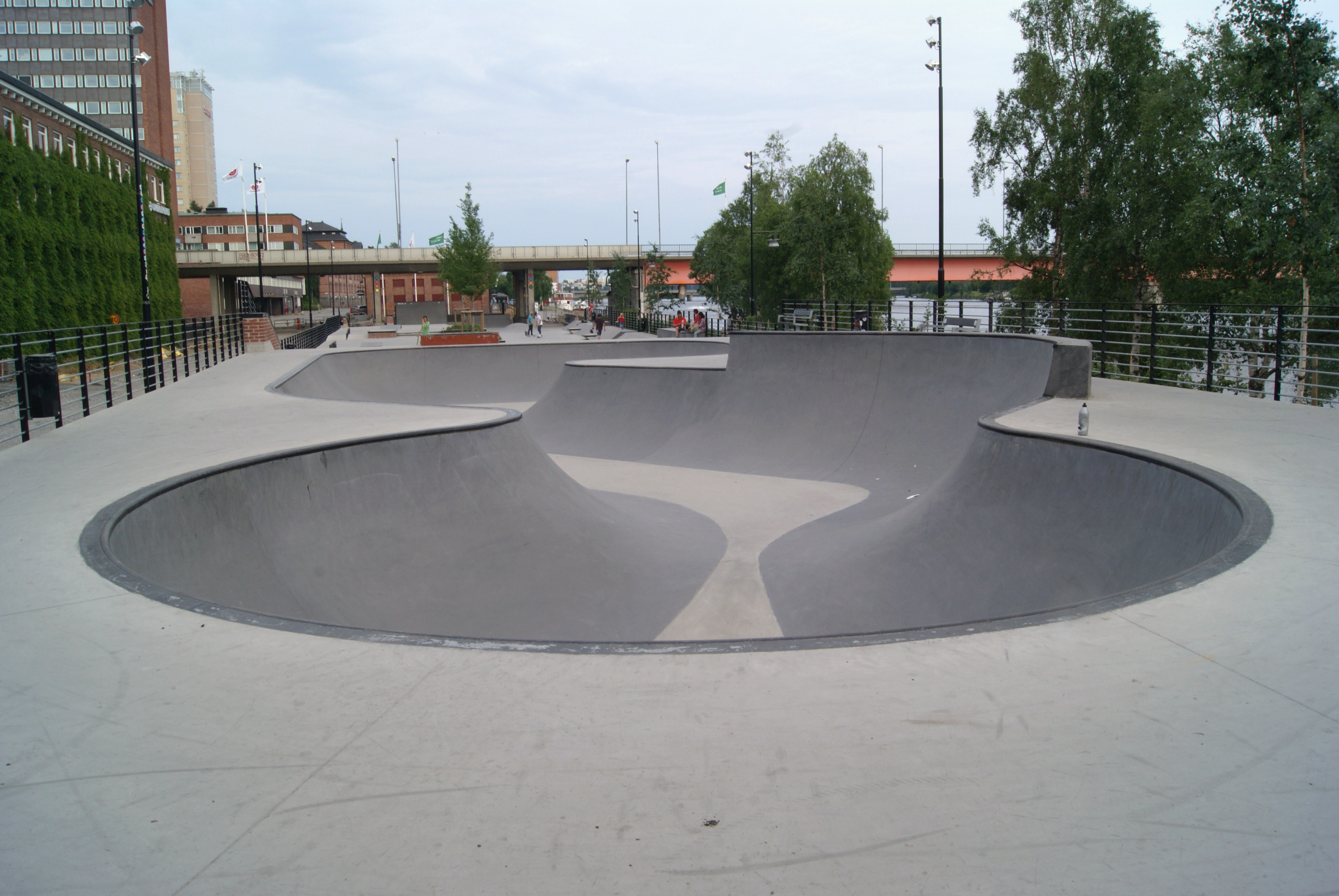